# Carex guffroyi
Carex guffroyi là một loài thực vật có hoa trong họ Cói. Loài này được H.Lév. & Perrier mô tả khoa học đầu tiên năm 1918.